# Rimito kyrka
Rimito kyrka är församlingskyrka i Rimito församling (finska: Rymättylä). Den ligger i sydvästra delen av Nådendals stad i Egentliga Finland. Den är en medeltida, enskeppig långkyrka i gråsten med yttre måtten 32 x 15 meter. Den har en yttre sakristia och ett vapenhus. Kyrkorummet täcks av tre ringprydda stjärnvalv.

## Kyrkobyggnaden
Rimito kyrksocken torde ha tillkommit i slutet av 1200-talet. Den omnämns första gången år 1335. Den nuvarande kyrkplatsen är den enda i socknen och har möjligen utbrutits ur frälsegodset Taipale som helt omger kyrkan. Där har sannolikt stått en kyrka av trä, som kring år 1300 eller något senare anslöts till den nuvarande sakristian i gråsten. Omkring år 1400 har grunden lagts för stenkyrkan, som nämns 1424 och 1439. I ett avlatsbrev som biskopen i Åbo Olaus Magni år 1450 utfärdade för Rimito kyrkas byggnadskassa eller underhåll sägs kyrkan vara grundad och invigd till aposteln Jakobs ära. Kyrkobyggnaden var lägre än den nuvarande och dess västra ände låg på grund av terrängen högre upp än den övriga kyrkan. Den täcktes av ett tak som gav rum för västgavelns högt belägna fönster. Till kyrkan ledde en ingång i väster och två i söder. 

### Ombyggnaden efter 1450
En livligare byggnadsperiod förefaller ha infallit mellan åren 1480 och 1520. Byggmästaren var en person som tidigare hade verkat i Tavastland och Satakunta. Långhuset byggdes på så att det med gavelrösten och fyra pilastrar kunde bära upp en ny takkonstruktion. Den bestod av tre stjärnvalv med ringar i ribbornas skärningspunkter. Vardera gaveln murades upp till full höjd i tegel och pryddes med korsblindering. En yttre predikstol tillkom i den västra gaveln. I västtravén anlades en bred trappa, möjligen efter förebild i Nådendals kyrka, och i de närmaste pilastrarna murades sidoaltaren. Ett vapenhus uppfördes framför den södra ingången. De två korfönstren förstorades. Nordväst om kyrkan uppfördes en stiglucka, som restaurerades 2004. Hela kyrkan gick igenom en grundlig restaurering åren 1927-1928.

### Kyrkans målningar
De särpräglade målningarna i Rimito kyrka har utförts av Lars snickare, en i Stockholm verksam konstnär som 1514 utförde ett Olofsskåp för Värmdö kyrka. Biskop Hemming Gadh skrev samma år till Åbo domkapitel och föreslog att Lars snickare skulle utföra arbeten i samband med förberedelserna för den saligförklarade biskop Hemmings skrinläggning i Åbo. Likheten mellan de målade bilderna på Värmdöskåpet och Rimitomålningarna är slående. Bildprogrammet är så gott som uteslutande inriktat på Kristi lidande. Programmet svarar väl mot de rekommendationer som Kristus själv i en uppenbarelse gav Birgitta beträffande vad som fick avbildas, nämligen hans lidande och minnet av hans helgon. Det birgittinska inflytandet i Rimito torde komma från Nådendal. Sällsynt i Norden är att passionsberättelsen löper genom både långhus och kor. Det är också ovanligt med de målade pesthelgonen Sebastian och Rochus i den mellersta av de södra fönsternischerna. När riksrådet Henrik Stensson på Poikko gård dog 1522 var valven slagna och väggarna målade. Han hade året innan för sin själs salighet donerat en kvarn till Rimito kyrka, vilket bevittnades av biskop Arvid Kurck i Åbo.
År 1994 framförde en forskare – efter en systematisk jämförelse av de finska medeltida kyrkobyggnadernas planer, murar och detaljer – att Rimito kyrka inklusive sakristian uppfördes i ett enda kort byggnadsskede som avslutades på 1520-talet.

### Inventarier
- Ett triumfkrucifix som troligen är ett inhemskt arbete från andra hälften av 1300-talet.
- Rimito är beläget vid farleden in till Åbo och kyrkan är helgad åt vägfararnas beskyddare, aposteln Jakob, vars kännetecken är pilgrimsmusslan i hatten. Han är avbildad i den målade apostlaraden över altaret och tronande i vapenhusets norra valvkappa. Två statyer av S:t Jakob med musslan i hatten, den äldre från 1350–1375, den yngre (som saknar höger hand) från början av 1500-talet, står i kyrkan.
- Altarskåpet, som är ett lybskt arbete från ca 1420–1450, upptar Nådastolen, Jungfru Maria och Sankt Jakob.
- Dopfunt från början av 1400-talet.
- Ekskåp från 1400-talet.
- Predikstol från mitten av 1600-talet.
- Begravningsvapen över ätterna Boije af Gennäs[6], Silfverspåre (2 st.)[7] och Rosendal[8].

#### Orgel
- 1768 byggde Carl Wåhlström en orgel med 8 stämmor och bihangspedal. Orgeln skänktes till kyrkan av handelsmannen Henrik Österman.[9]

| Manual                          | Pedal        |
| Gedacht 8'                      | Bihangspedal |
| Principal 4'                    |              |
| Spetsflöjt 4' (halverad stämma) |              |
| Qvinta 3' (2 2/3’)              |              |
| Octava 2'                       |              |
| Scharf III                      |              |
| Trumpet 8' (halverad stämma)    |              |
| Trumpet 4' Bas                  |              |
| Vox virginea                    |              |

### Omgivningen
- Klockstapeln är en bockkonstruktion täckt med stående panel och med spåntak. Den är av en typ som är vanlig i Sverige men ovanlig i Finland och reparerades grundligt år 1769.
- Ett gravkapell sydost om kyrkan har 1785 uppförts för Maanpää gård (De la Myle) och Kurala Södergård (Sallin).